# 霍亨索伦广场站
霍亨索伦广场站（德語：U-Bahnhof Hohenzollernplatz）是一座慕尼黑地铁2和8号线位于施瓦宾西的一座车站，位于霍亨索伦广场。